# Astiphromma nigrocoxatum
Astiphromma nigrocoxatum är en stekelart som först beskrevs av Gabriel Strobl 1904.  Astiphromma nigrocoxatum ingår i släktet Astiphromma och familjen brokparasitsteklar. Inga underarter finns listade.